# Anthophora badia
Anthophora badia är en biart som beskrevs av Wu 2000. Anthophora badia ingår i släktet pälsbin, och familjen långtungebin. Inga underarter finns listade i Catalogue of Life.